# Маріт Б'єрген
Маріт Б'єрген (норв. Marit Bjørgen; нар. 21 березня 1980) — норвезька лижниця, восьмиразова олімпійська чемпіонка.

## Життєпис
Маріт Б'єрген — найуспішніша учасниця Зимових Олімпійських ігор 2010 у Ванкувері. Крім трьох золотих медалей в індивідуальному спринті, дуатлоні 7,5 + 7,5 км та в складі жіночої естафети 4 x 5 км, вона здобула також срібну медаль в гонці на 30 км класичним стилем та бронзову в гонці на 10 км вільним стилем. В активі спортсменки ще дві срібні олімпійські медалі з Олімпіад в Солт-Лейк-Сіті (естафета 4 x 5 км) та Турині (10 км класичним стилем).
На Олімпіаді в Сочі Маріт виборола золоті медалі в скіатлоні та мас-старті. Вигравши у Пхьончхані 30-кілометрову гонку класичним стилем на додачу до перемоги норвезької команди в естафеті, Б'єрген зрівнялася за кількістю золотих олімпійських медалей із Уве-Ейнаром Б'єрндаленом.
У сезоні 2009/2010 Світове антидопінгове агентство дозволило Маріт вживати сильні ліки від астми (сулбатамол) із переліку препаратів, заборонених ВАДА. За словами норвезького тенера Егіля Крістіансена саме сулбатамол дозволив їй покращити результати в сезоні 2009/2010.
Б'єрген приймала ліки впродовж Олімпіади 2010, за що польська лижниця Юстина Ковальчик звинуватила її в допінгу
Б'єрген стверджує що, якби в неї не було астми, то ліки не дали б їй жодної переваги, хоча дослідження
показують, що й спортсмени без астми підвищують результати, приймаючи сулбатамол. З іншого боку др. Гарі І. Волдер з ВАДА стверджує, що немає доказів того, що ліки від астми дають виграш у результатах.

## Виноски
1. ↑  Olympedia — 2006.
2. ↑  https://www.langrenn.com/comeback-marit-bjoergen-tilbake-i-loeypene-jeg-haaper-jeg-kan-motivere-flere-damer-til-aa-bli-med-paa-lange-skirenn.6314003-1743.html
3. ↑  http://figureskate2008hb.svt.se/2.21247/1.1819353/bjorgen_far_dispens_till_dopning?lid=puff_1819357&lpos=rubrik%5Bнедоступне+посилання+з+квітня+2019%5D
4. ↑  http://www.vg.no/iphone/article.php?artid=580954
5. ↑  Архівована копія. Архів оригіналу за 13 квітня 2010. Процитовано 28 лютого 2010.{{cite web}}:  Обслуговування CS1: Сторінки з текстом «archived copy» як значення параметру title (посилання)
6. ↑  http://theforeigner.no/pages/news/vancouver-2010-news-bjrgen-weathers-doping-allegations/
7. ↑  Архівована копія. Архів оригіналу за 13 листопада 2010. Процитовано 28 лютого 2010.{{cite web}}:  Обслуговування CS1: Сторінки з текстом «archived copy» як значення параметру title (посилання)
8. ↑  Архівована копія. Архів оригіналу за 28 березня 2010. Процитовано 28 лютого 2010.{{cite web}}:  Обслуговування CS1: Сторінки з текстом «archived copy» як значення параметру title (посилання)
9. ↑  Архівована копія. Архів оригіналу за 7 грудня 2010. Процитовано 28 лютого 2010.{{cite web}}:  Обслуговування CS1: Сторінки з текстом «archived copy» як значення параметру title (посилання)
10. ↑  Asthma Medications: Not a Clear Advantage for Athletes. The New York Times. 22 липня 2008. Архів оригіналу за 9 листопада 2020. Процитовано 26 вересня 2021. (англ.)